# Aetholix flavibasalis
Aetholix flavibasalis là một loài bướm đêm trong họ Crambidae.